# Кухня Сьерре-Леоне

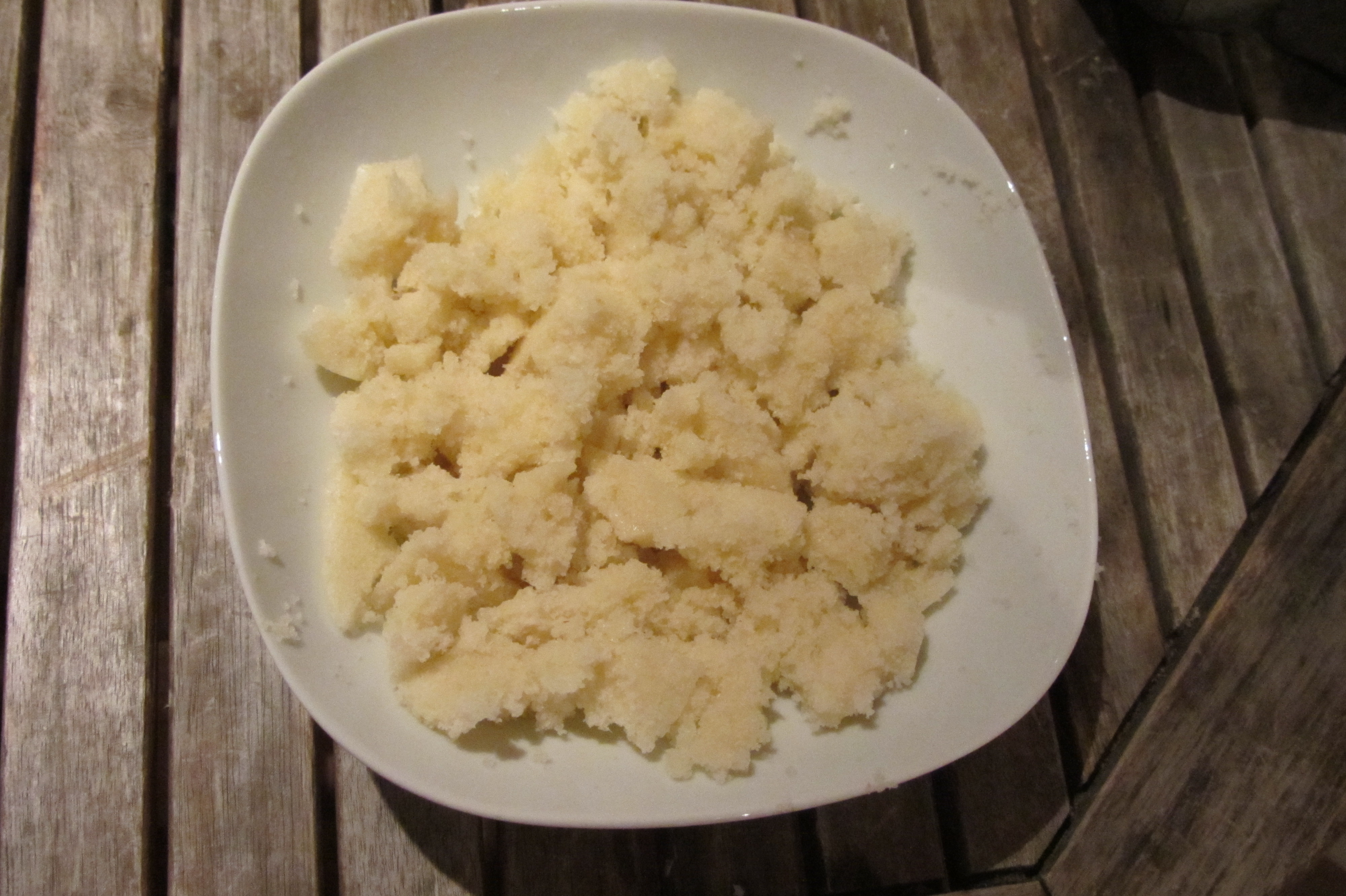
Ачеке напоминает кус-кус

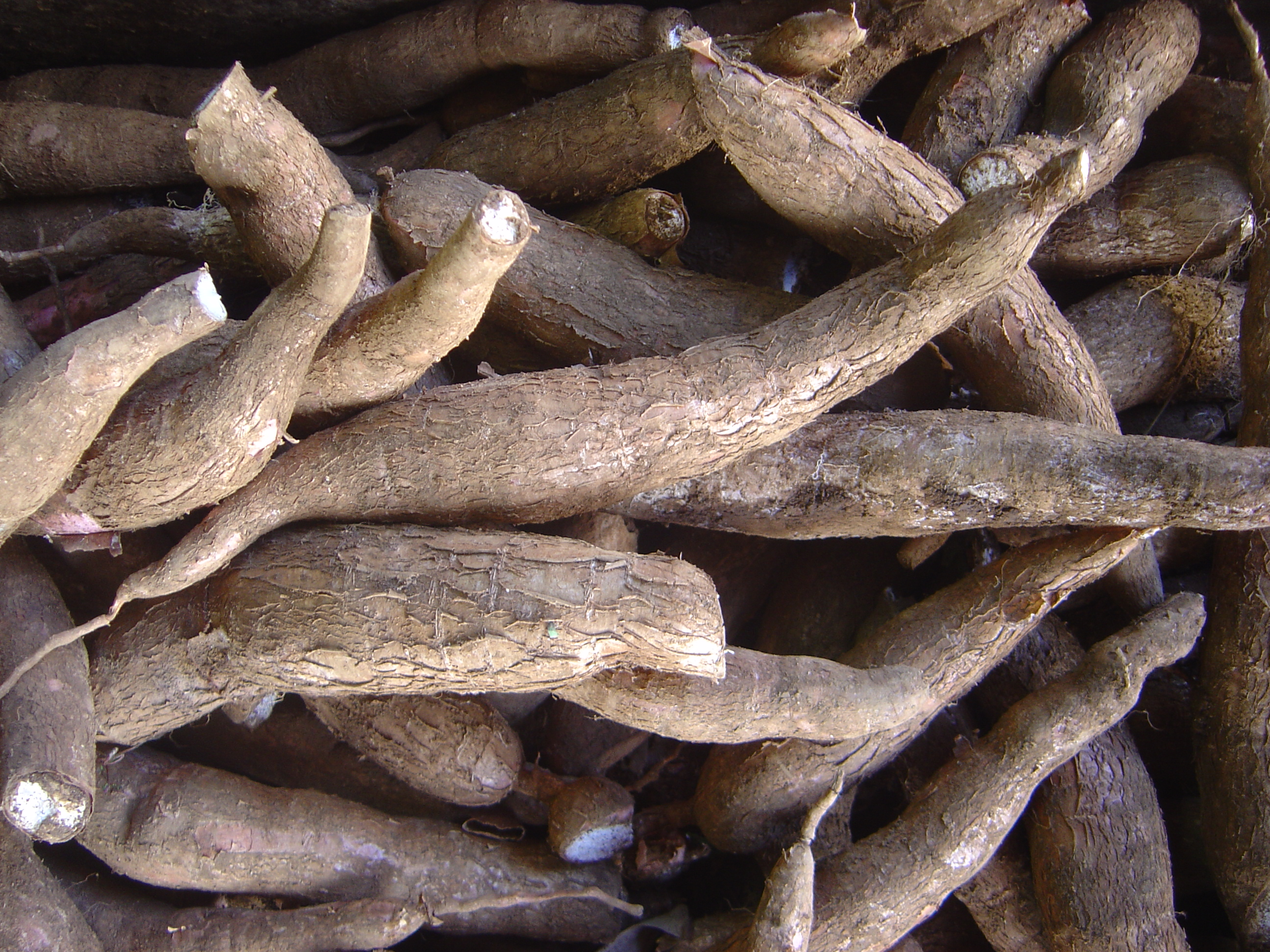
Корень кассавы или маниока

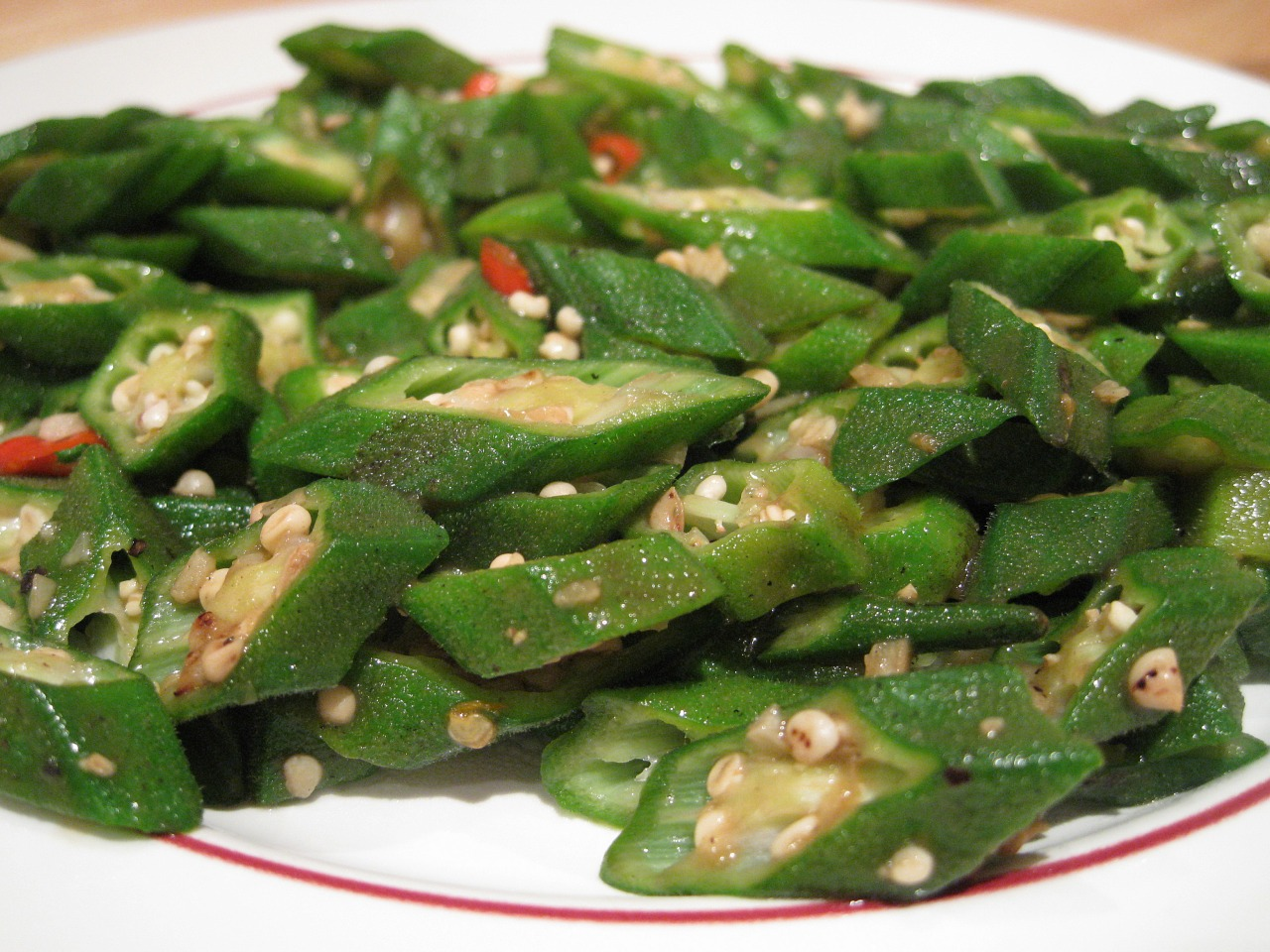
Обжареная бамия или окра

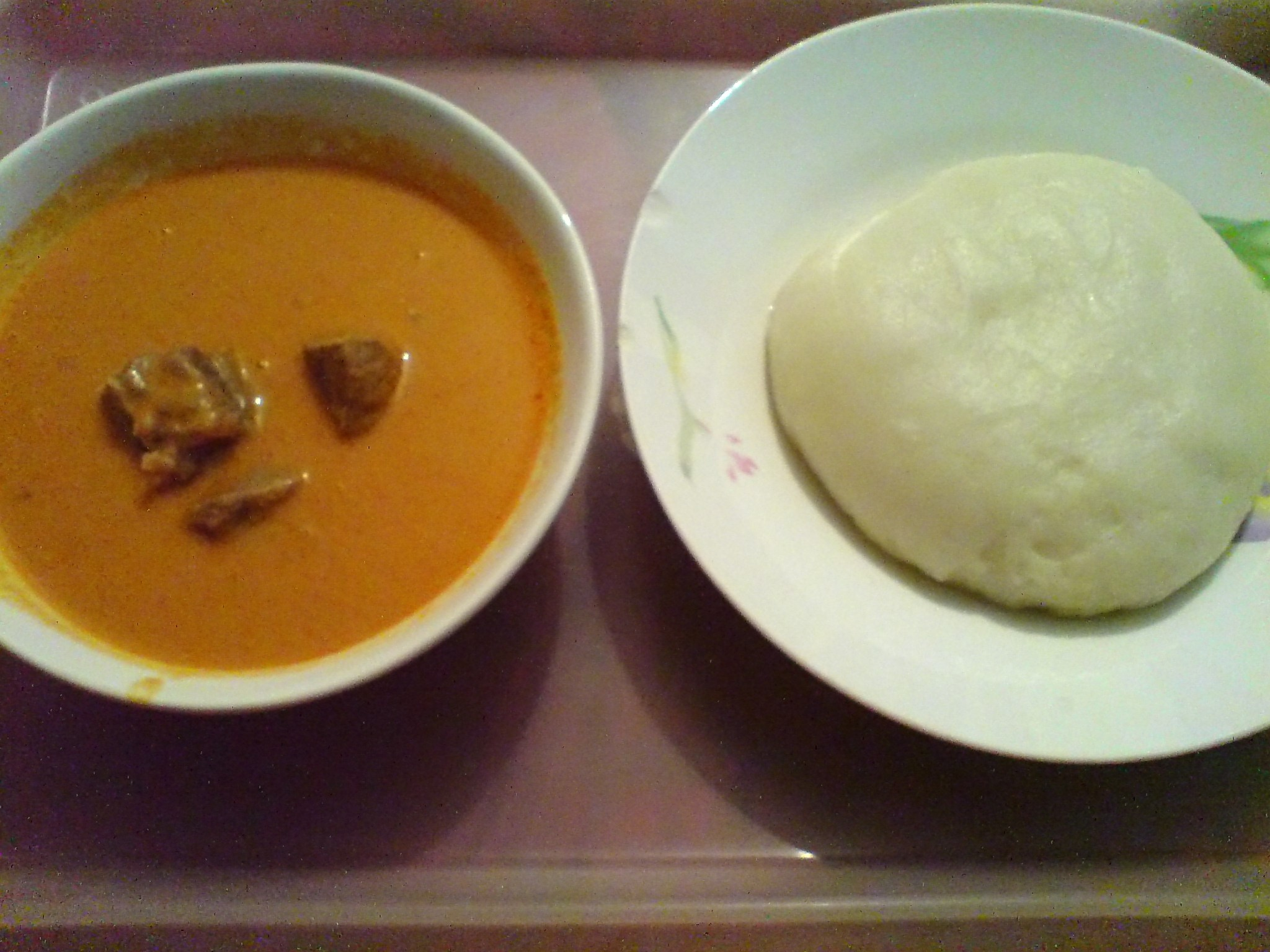
Фуфу и арахисовый суп

Кухня Сьерра-Леоне состоит из кулинарных традиций и обычаев Сьерра-Леоне и имеет много общего с другими западноафриканскими национальными кухнями. В стране насчитывается 16 племенных этносов .

## Обзор
Основной пищей в Сьерра-Леоне является рис, который обычно подается во время каждого приема пищи  и считается настолько вездесущим, что многие жители Сьерра-Леоне считают, что без него прием пищи неполноценен . Еще одним популярным продуктом питания является маниок, из которого делают фуфу ; листья маниока превращаются в зеленое рагу .
Пальмовое масло и арахис также широко употребляются в пищу , и хотя батат встречается в Сьерра-Леоне, он не является основой рациона, как в других частях Западной Африки . Другими основными продуктами питания в Сьерра-Леоне являются бананы, корица, кокос, имбирь, бамия и тамаринд.
Обычным мясом является козлятина, курица и говядина, также есть ряд блюд, в которых в качестве дополнительного ингредиента используется свинина .
Апельсины, папайя, лимоны, авокадо, гуава, арбузы, манго и ананасы — фрукты, которые обычно едят жители Сьерра-Леоне .
- Ачеке – блюдо готовится из ферментированной мякоти маниока, которая была перетерта или гранулирована. Также готовят сушеный ачеке, который похож по текстуре на кускус [1].
- Гарри — это мука из свежего крахмалистого корня маниоки [1].

### Стью
Стью или рагу является неотъемлемой частью кухни Сьерра-Леоне, а стью из листьев маниоки называют национальным блюдом страны . Стью  часто подают с рисом джоллоф, белым рисом или закусками, такими как плантан, акара, батат или маниок. Арахисовое рагу или арахисовый суп часто включают курицу и овощи.

### Листья маниока
Листья маниока являются важным кулинарным ингредиентом в Сьерра-Леоне и считаются основным продуктом питания . При приготовлении самые нежные листья маниока промывают, затем либо очень мелко нарезают, либо растирают пестиком в ступке, а затем мелко шинкуют перед приготовлением. Листья добавляют в соус палавер (разновидность стью), который готовится из красного пальмового масла, смешанного с другими ингредиентами, такими как лук, перец, рыба, мясо и овощи, для приготовления рагу. Стью является фаворитом среди жителей Сьерра-Леоне как дома, так и за границей. Чтобы придать блюду более изысканный вкус, вместо пальмового масла можно использовать кокосовое масло .

## Напитки
Имбирное пиво обычно представляет собой домашний безалкогольный напиток, приготовленный из чистого имбиря и подслащенный сахаром по вкусу. Иногда для аромата добавляют гвоздику и сок лайма .
- Star Beer (пивоварня Sierra Leone Brewery Limited)
- Пойо (пальмовое вино) [10]

### Цитируемые работы
- Albala, Ken. Food Cultures of the World Encyclopedia. — ABC-CLIO, 2011. — Vol. 1. — ISBN 9780313376269.
- LeVert, Suzanne. Sierra Leone. — Marshall Cavendish, 2007. — ISBN 9780761423348.